# Memecylon ramosii
Memecylon ramosii är en tvåhjärtbladig växtart som beskrevs av Elmer Drew Merrill. Memecylon ramosii ingår i släktet Memecylon och familjen Melastomataceae. Inga underarter finns listade i Catalogue of Life.